# Élections législatives dans le kraï de Khabarovsk de 2019
Les élections législatives dans le kraï de Khabarovsk de 2019 se sont tenues le 8 septembre 2019 dans le but de renouveler les 36 sièges de la douma législative du kraï de Khabarovsk, le parlement monocaméral du kraï de Khabarovsk. Elles se déroulent dans le cadre des élections infranationales russes de 2019, où différents sujets vont aux urnes pour élire leur gouverneur, leur parlement, où les deux, lors d'une seule et même journée sur l'ensemble du territoire.
Le parti d'opposition LDPR remporté à la fois le scrutin proportionnel (56,12 %) et les circonscriptions uninmoniales (22 sur 24) et a obtenu la majorité des sièges (30 sur 36). Le KPRF a obtenu 3 sièges, et le parti Russie unie (de Vladimir Poutine) a perdu sa majorité avec seulement 2 sièges. Un siège a été remporté par un candidat de Iabloko qui s'est présenté sans étiquette. 

## Mode de scrutin
Les députés de la douma législative du kraï de Khabarovsk sont élus pour 5 ans selon un système mixte. Lors des élections précédentes de 2014, sur 36 députés, 18 avaient été élus selon le principe de la proportionnelle, 18 députés avaient été élus dans des circonscriptions uninominales selon le système de la majorité relative. Le 27 mars 2019, la douma législative du kraï de Khabarovsk a adopté une loi modifiant le rapport entre le nombre de députés.
Selon la nouvelle version de la loi, sur 36 députés, 12 sont élus au scrutin proportionnel. Chaque parti politique doit établir une liste de partis composée de groupes régionaux. Chaque groupe régional correspond à deux circonscriptions uninominales et doit comprendre de 3 à 9 candidats. Les groupes régionaux devraient être de 8 à 12 personnes.
Pour remporter des sièges, une liste de parti doit franchir un seuil électoral de 5 %. Si la somme des voix des partis ayant dépassé le seuil est inférieure à 50 %, les listes ayant obtenu moins de 5 % sont autorisées à répartir alternativement les mandats jusqu'à ce que la somme des voix dépasse 50 %. Si plus de 50 % des voix ont été accordées à un parti et que les listes restantes ont reçu moins de 5 % des voix, le parti arrivé en deuxième position est autorisé à avoir des mandats. Les sièges sont répartis entre les partis selon la méthode D'Hondt. Au sein des listes de parti, les mandats sont d'abord reçus par les candidats de la partie générale, après quoi ils sont reçus à leur tour par les candidats des groupes régionaux dans lesquels la liste du parti a obtenu un pourcentage de voix plus élevé.
Les 24 députés restants sont élus dans des circonscriptions uninominales au système de majorité relative. Les candidats sont désignés par les partis ou peuvent se présenter sans étiquette.

## Sondages
| Sondeur        | Date                             | LDPR  | Russie unie | KPRF   | SRZP  | KPKR  | Parti de la croissance | Rodina | Autres | Indécis | Indécis | Abstention | Autre |
| -------------- | -------------------------------- | ----- | ----------- | ------ | ----- | ----- | ---------------------- | ------ | ------ | ------- | ------- | ---------- | ----- |
| Sondeur        | Date                             |       |             |        |       |       |                        |        | Autres | Indécis | Indécis | Abstention | Autre |
| Khabarov.today | 22 août à 1er septembre 2019     | 49,4% | 20,8 %      | 17,9 % | 5,3 % | 3 %   | 2,1 %                  | 1,5 %  |        |         |         |            |       |
| Khabarov.today | 12—20 août 2019                  | 48,7% | 21,2 %      | 17,4 % | 5,9 % | 2,9 % | 2,2 %                  | 1,7 %  |        |         |         |            |       |
| Khabarov.today | 2—10 août 2019                   | 48,1% | 21,6 %      | 17,6 % | 6,4 % | 3,2 % | 1,7 %                  | 1,4 %  |        |         |         |            |       |
| Khabarov.today | 10—20 juillet 2019               | 45,3% | 22,9 %      | 16,3 % | 5,1 % | 2,9 % | 1,9 %                  | 1,2 %  | 4,4 %  |         |         |            |       |
| TSIPKR         | juin 2019                        | 25%   | 21 %        | 15 %   |       |       |                        |        |        |         |         |            |       |
| TSIPKR         | 26—29 mars 2019                  | 35%   | 17 %        | 10 %   | 2 %   | 1 %   |                        | 0,5 %  | 11 %   | 15 %    | 1 %     | 4 %        | 3 %   |
| Tcherny Koub   | 20 novembre 2018—5 décembre 2018 | 31,8% | 14,8 %      | 18,3 % | 5,8 % |       |                        |        |        |         |         |            |       |

## Résultats
|                                               |                          |                 |                 |                 |                 |        |              |               |
| Parti                                         | Parti                    | Proportionnelle | Proportionnelle | Proportionnelle | Proportionnelle | UM1    | Total Sièges | +/-           |
| Parti                                         | Parti                    | Voix            | %               | +/-             | Sièges          | Sièges | Total Sièges | +/-           |
|                                               | Parti libéral-démocrate  | 192 594         | 56,12%          | 42,78           | 2               | 22     | 27           | 27            |
|                                               | Parti communiste         | 59 179          | 17,24%          | 3,12            | 8               | 1      | 3            | en stagnation |
|                                               | Russie unie              | 42 916          | 12,51%          | 44,63           | 2               | 0      | 2            | 28            |
| Seuil électoral pour la proportionnelle - 5 % |                          |                 |                 |                 |                 |        |              |               |
|                                               | Une Russie juste         | 12 106          | 3,53            | 0,84            | 0               | 0      | 0            | en stagnation |
|                                               | Communistes de Russie    | 11 772          | 3,43            | 1,2             | 0               | 0      | 0            | en stagnation |
|                                               | Parti de la croissance   | 5964            | 1,74            | —               | 0               | 0      | 0            | en stagnation |
|                                               | Rodina                   | 5806            | 1,69            | 1,69            | 0               | 0      | 0            | en stagnation |
|                                               | Indépendants             | 0               | 0               | 0               | 0               | 1      | 1            | 1             |
|                                               |                          |                 |                 |                 |                 |        |              |               |
| Votes valides                                 | Votes valides            | 330 337         | 96,26           | 3,67            |                 |        |              |               |
| Votes invalides                               | Votes invalides          | 12 844          | 3,74            | 1,69            |                 |        |              |               |
| Total                                         | Total                    | 343 181         | 100             | 12              | 12              | 24     | 36           | en stagnation |
| Inscrits / participation                      | Inscrits / participation | 343 996         | 34,81           | 9,28            |                 |        |              |               |

## Analyse et conséquences
La victoire du LDPR s'expliquerait par le mécontement dû à la baisse du pouvoir d'achat dans le territoire, le relèvement de l'âge de la retraite ainsi que d'autres problèmes sociaux dans la province. Les oppositions voient le succès du vote intelligent lors de ces élections, en particulier Alexeï Navalny,.
La tendance électorale du kraï est confirmée, alors qu'il élisait à la surprise du Kremlin, comme un vote de protestation, un gouverneur du LDPR l'année précédente, Sergueï Fourgal.